# Mey Vidal
Mey Vidal é um artista Cubano de reggae e de reggaeton.

## Biografia
Aos 5 anos, ela começa a cantar para sua família e vizinhos. Ela continua como artista de canto para casamentos, danceterias, coros de escolas e coros de igrejas.
Mey Vidal já fez muitas músicas em dueto com outros artistas como CandyMan, El Medico, Daddy Yankee, Trebol Clan, Grupo Mania, Puerto Rico Power, Guanabanas, Oscar D'Leon, Qbanito, Pitbull e muitos outros.